# Олейник, Пётр Фёдорович
Пётр Фёдорович Оле́йник (укр. Петро Федорович Олійник; 9 июля 1909, Молодинче — 17 февраля 1946, Рудники) — деятель украинского националистического движения в годы Второй мировой войны, майор Украинской повстанческой армии, и. о. командира военного округа «УПА-Север».

## Биография
Данные о дате и месте рождения расходятся. По одним данным, родился 9 июля 1909 года в селе Молодинче. По другим данным — 5 января 1914 в селе Междуречье на территории нынешней Ивано-Франковской области. В молодости состоял в украинском скаутском движении «Пласт», участвовал в деятельности 20-го курня именим Филиппа Орлика. Служил в польской армии, с начала 1930-х годов был вовлечён в деятельность ОУН. По образованию юрист (окончил Львовский университет), владелец юридической компании «Мемор».
С 1938 года занимал должность Львовского окружного проводника ОУН. Арестован в Польше 23 октября 1938 за антипольские выступления, пробыл в тюрьме до начала Второй мировой войны. В сентябре 1939 года сбежал из тюрьмы, скрываясь от советских войск. 22 июня 1941 в составе Походных групп ОУН вступил на территорию Украины при поддержке немцев, в 1942 году возглавил отделение ОУН на территории Днепропетровской области. Был арестован немцами и отправлен в тюрьму, откуда его сумели освободить соратники. Один из основателей УПА: с 1943 по 1944 годы руководил военным округом «Богун».
Один из командиров боя под Гурбами (21—25 апреля 1944 года), где 5000 повстанцев противостояли нескольким бригадам НКВД и отдельным частям Красной армии (30000 солдат), усиленных бронепоездами, авиацией и легкими танками.
С 1944 по 1945 годы был проводником Восточного края ОУН на северо-западе Украины. С 12 февраля 1945 после убийства Дмитрия Клячкивского исполнял обязанности командира УПА-Север. Награждён Бронзовым Крестом Заслуг УПА.
Олейник, по данным польской стороны, был одним из участников Волынской резни. Например, в августе 1943 года руководил рейдом на Мизоч, во время которого погибло 100 мирных поляков. Также ему приписывается ведение сепаратных переговоров с Венгрией о перемирии и оказании помощи украинским националистам.
Был убит в результате спецоперации НКВД 17 февраля 1946 близ села Рудники Волынской области.